# Forcipomyia farri
Forcipomyia farri är en tvåvingeart som beskrevs av Wirth 1966. Forcipomyia farri ingår i släktet Forcipomyia och familjen svidknott. Inga underarter finns listade i Catalogue of Life.